# К-152 «Нерпа»

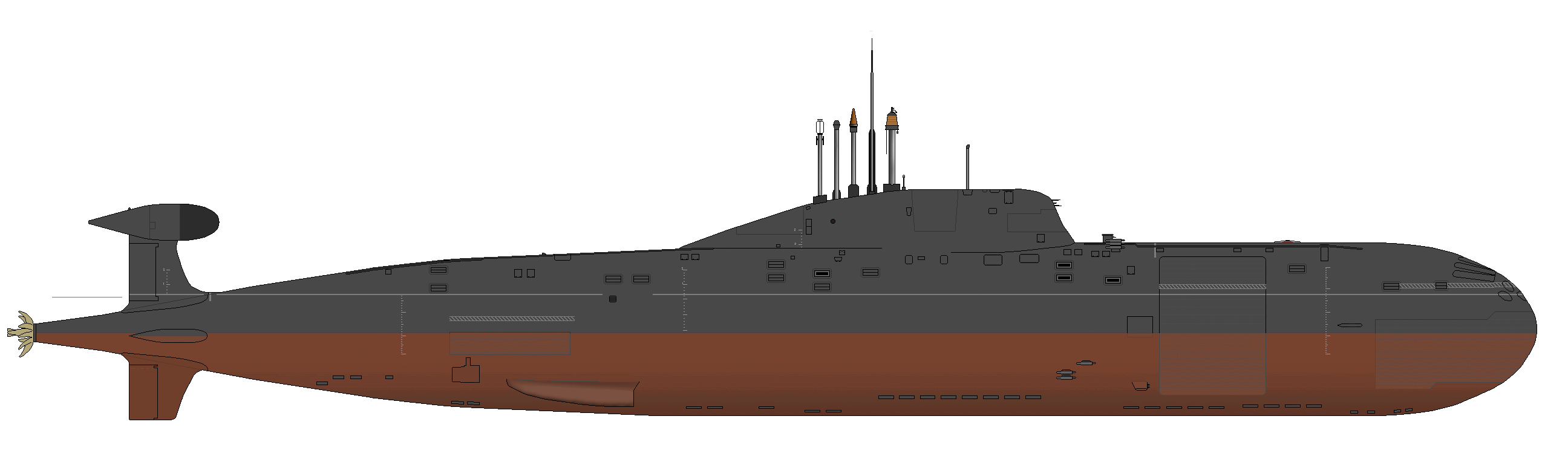
Схематичне зображення російського підводного човна проєкту 971 «Щука-Б»

| К-152 «Нерпа»                                                                                          | К-152 «Нерпа» | К-152 «Нерпа» |
| --- | --- | --- |
| К-152 «Нерпа»                                                                                          | | |
| | | |
| Індійський атомний підводний човен «Чакра» II (російський К-152 «Нерпа») на навчаннях. 31 березня 2012 | | |
| Верф                                                                                                   | завод № 199, Комсомольськ-на-Амурі | завод № 199, Комсомольськ-на-Амурі |
| Під прапором                                                                                           | СРСР Росія Індія | СРСР Росія Індія |
| Належність                                                                                             | Військово-морський флот СРСР · Військово-морські сили Російської Федерації · Військово-морські сили Індії                                                                 | Військово-морський флот СРСР · Військово-морські сили Російської Федерації · Військово-морські сили Індії                                                                 |
| Порт приписки                                                                                          | Вілючинськ, Вішакхапатнам | Вілючинськ, Вішакхапатнам |
| Закладений                                                                                             | 1991 | 1991 |
| Спуск на воду                                                                                          | 24 червня 2006 | 24 червня 2006 |
| Введений до складу флоту                                                                               | 28 грудня 2009 | 28 грудня 2009 |
| Перейменований                                                                                         | З 13 квітня 1993 року — «Нерпа» | З 13 квітня 1993 року — «Нерпа» |
| На службі                                                                                              | 2009–2012; 2012-2021 | 2009–2012; 2012-2021 |
| Сучасний статус                                                                                        | переданий у лізинг Військово-морським силам Індії, 23 січня 2012 року увійшов до строю як INS Chakra II. У червні 2021 року повернутий назад раніше встановленого терміну | переданий у лізинг Військово-морським силам Індії, 23 січня 2012 року увійшов до строю як INS Chakra II. У червні 2021 року повернутий назад раніше встановленого терміну |
| Проєкт                                                                                                 | | |
| Тип ПЧ                                                                                                 | багатоцільовий атомний підводний човен | багатоцільовий атомний підводний човен |
| Розробник проєкту                                                                                      | СПМБМ «Малахіт» | СПМБМ «Малахіт» |
| Класифікація НАТО                                                                                      | Akula-II | Akula-II |
| Вартість                                                                                               | 785 млн $ (2007) | 785 млн $ (2007) |
| Основні характеристики                                                                                 | | |
| Швидкість (надводна)                                                                                   | 16,5 вузлів (30,5 км/год) | 16,5 вузлів (30,5 км/год) |
| Швидкість (підводна)                                                                                   | 27 вузлів (50 км/год) | 27 вузлів (50 км/год) |
| Робоча глибина занурення                                                                               | 520 м | 520 м |
| Гранична глибина занурення                                                                             | 600 м | 600 м |
| Автономність плавання                                                                                  | 100 діб | 100 діб |
| Екіпаж                                                                                                 | 120 осіб | 120 осіб |
| Розміри                                                                                                | | |
| Довжина найбільша (по КВЛ)                                                                             | 114,3 м | 114,3 м |
| Ширина корпусу найб.                                                                                   | 13,6 м | 13,6 м |
| Середня осадка (по КВЛ)                                                                                | 9,7 м | 9,7 м |
| Водотоннажність надводна                                                                               | 8 470 т | 8 470 т |
| Водотоннажність підводна                                                                               | 13 390 т | 13 390 т |
| Силова установка                                                                                       | | |
| Атомна: 1 × ядерний ректор ОК-650Б3                                                                    | | |
| Гвинти                                                                                                 | 2 | 2 |
| Потужність                                                                                             | 190 МВт | 190 МВт |
| Озброєння                                                                                              | | |
| Торпедно- мінне озброєння                                                                              | 4 × 650-мм торпедні апарати (12 торпед) і 4 × 533-мм ТА калібру (28 торпед)                                                                                               | 4 × 650-мм торпедні апарати (12 торпед) і 4 × 533-мм ТА калібру (28 торпед)                                                                                               |
| Ракетне озброєння                                                                                      | ракетний комплекс морського базування РК-55 «Гранат» | ракетний комплекс морського базування РК-55 «Гранат» |

К-152 «Нерпа» (рос. К-152 «Нерпа») — радянський та російський багатоцільовий атомний підводний човен проєкту 971 «Щука-Б». Закладений наприкінці 1991 року на заводі № 199 у Комсомольськ-на-Амурі під заводським номером 518, але було призупинено через брак фінансування. Пізніше Індія спонсорувала подальше будівництво і ходові випробування підводного човна за умови, що він буде переданий в оренду ВМС Індії на 10 років. 24 червня 2006 року спущений на воду. У 2007 році його передали на суднобудівний завод ДСЗ «Звєзда» у закритому місті Великий Камінь, Приморський край, для дообладнання. 28 грудня 2009 року включений до складу Тихоокеанського флоту ВМФ Росії.
Підводний човен був переданий в оренду ВМС Індії в 2011 році після тривалих випробувань і 4 квітня 2012 року офіційно введений в експлуатацію Східним військово-морським командуванням на церемонії у Вішакхапатнамі як «Чакра» II (INS Chakra II). У червні 2021 року «Чакра» був помічений на поверхні в супроводі індійських і російських військових кораблів у Сінгапурській протоці, імовірно, прямуючи до російської військово-морської бази у Владивостоці; деякі ЗМІ припускали, що він повертається до Росії до закінчення терміну оренди.

## Аварія на борту ПЧ
Аварія сталася на борту К-152 «Нерпа» о 20:30 за місцевим часом 8 листопада 2008 року, під час підводних випробувань в Японському морі. На момент аварії на борту перебувало 208 осіб — 81 військовослужбовець та 127 цивільних. Щонайменше 20 людей загинули від задухи і ще щонайменше 21 отримали поранення, що робить цю катастрофу найгіршою катастрофою російських підводних човнів з часів загибелі «Курська» у 2000 році. Троє загиблих були військовослужбовцями, а решта — цивільними особами з суднобудівних заводів «Восток», «Звєзда», «Ера» та «Амур», які входили до складу приймальної комісії.
Інцидент пов'язаний з випадковим спрацюванням системи пожежогасіння, яка запечатала два носові відсіки і випустила в них газ галон 2402 (фреон R-114B2), дибромотетрафторетан. За словами тих, хто вижив, ті, хто постраждав від викиду газу, були заскочені зненацька і, можливо, не були попереджені вчасно через те, що сигнальні сирени пролунали лише після того, як газ вже почав надходити всередину. Повідомлялося, що деякі жертви не змогли ввімкнути дихальні апарати, перш ніж задихнутися.
10 листопада у заяві ВМФ Росії було оголошено, що причиною катастрофи стало «несанкціоноване спрацювання» системи пожежогасіння на борту «Нерпи». Попереднє розслідування дійшло висновку, що система спрацювала автоматично, без втручання людини. 13 листопада військово-морські слідчі оголосили, що член екіпажу увімкнув систему «без дозволу або будь-яких конкретних підстав».